# Klątwa laleczki Chucky
Klątwa laleczki Chucky (tytuł oryg. Curse of Chucky) − amerykański film grozy z 2013 roku, wyreżyserowany przez Dona Macini. Szósty film z cyklu horrorów Laleczka Chucky. W rolach głównych wystąpili Fiona Dourif, Danielle Bisutti, Brennan Elliott oraz Brad Dourif (w roli głosowej). W występach cameo pojawili się aktorzy z poprzednich filmów z serii − Jennifer Tilly i Alex Vincent. Obraz wydano wyłącznie na dyskach DVD/Blu-ray.

## Obsada
- Fiona Dourif − Nica Pierce
- Danielle Bisutti − Barbie „Barb” Pierce
- Brennan Elliott − Ian
- Maitland McConnell − Jill
- Chantal Quesnel − Sarah Pierce
- Summer H. Howell − Alice
- A Martinez − Ojciec Frank
- Brad Dourif − Charles Lee Ray/Chucky
- Kevin Anderson − sędzia
- Jennifer Tilly − Tiffany
- Alex Vincent − Andy Barclay

## Recenzje
Krytycy filmowi pozytywnie ocenili projekt. Agregujący recenzje filmowe serwis internetowy Rotten Tomatoes, w oparciu o piętnaście omówień, okazał obrazowi 80-procentowe wsparcie. Brad Miska (bloody-disgusting.com) uznał, że Klątwa laleczki Chucky jest „najlepszym wydanym na rynku DVD sequelem od czasu Drogi bez powrotu 2”.

## Nagrody i wyróżnienia
- 2013, Fantasia International Film Festival (Montreal):
  - nagroda dla najlepszego międzynarodowego filmu fabularnego[5]